# Аделхайд фон Ханау
Вижте пояснителната страница за други личности с името Аделхайд.
Аделхайд фон Ханау (на немски: Adelheid von Hanau; † сл. 29 юли 1378) от Ханау-Мюнценберг е чрез женитби графиня на горното графство Катценелнбоген и на Изенбург-Бюдинген, бургграфиня на Гелнхаузен.
Тя е дъщеря на Улрих II фон Ханау († 1346) и съпругата му Агнес фон Хоенлое-Вайкерсхайм († 1346), дъщеря на граф Крафт I фон Хоенлое-Вайкерсхайм († 1313) и третата му съпруга Агнес фон Вюртемберг († 1305).

## Фамилия
Аделхайд фон Ханау се омъжва между 25 март и 26 август 1318 г. и 27 октомври 1323 г. за граф Еберхард II фон Катценелнбоген (* ок. 1312; † 13 декември 1328 или 1329), големият син на граф Герхард фон Катценелнбоген († 1312) и съпругата му графиня Маргарета фон Марк († 1327). Те нямат деца.
Аделхайд фон Ханау се омъжва втори път на 29 юли 1332 г. за граф Хайнрих II (I) фон Изенбург-Бюдинген (* ок. 1320; † между 3 ноември 1378 и 26 ноември 1379), син на граф Лотар фон Изенбург-Бюдинген († 1340/1341) и съпругата му Изенгард фон Фалкенщайн-Мюнценберг († сл. 1326). Те имат децата:
- Йохан I († 1395), женен пр. 28 юли 1355 г. за София фон Вертхайм († сл. 1389), дъщеря на граф Рудолф IV фон Вертхайм († 1355) и Елизабет Райц фон Бройберг († 1358)
- Агнес († 1404), омъжена ок. 1375 г. за Дитрих I фон Бикенбах († 1403), син на Конрад IV фон Бикенбах 'Стари' († 1374) и Кристина фон Хоенберг († сл. 1357)
- Хайнрих († сл. 1359)
- Вилхелм († 1409), каноник в Шпайер пр. 1374, приор в Св. Георг в Лимбург (1374 – 1409), катедрален шоластик в Шпайер през 1406 г.
- Изенгарда († сл. 1398), абатиса на Мариенборн (1396 – 1398)
- Аделхайд († 1441), абатиса на Кведлинбург (1406 – 1435)